# Carretera del Bosc d'Abella

La Carretera del Bosc d'Abella, respecte del terme d'Abella de la Conca

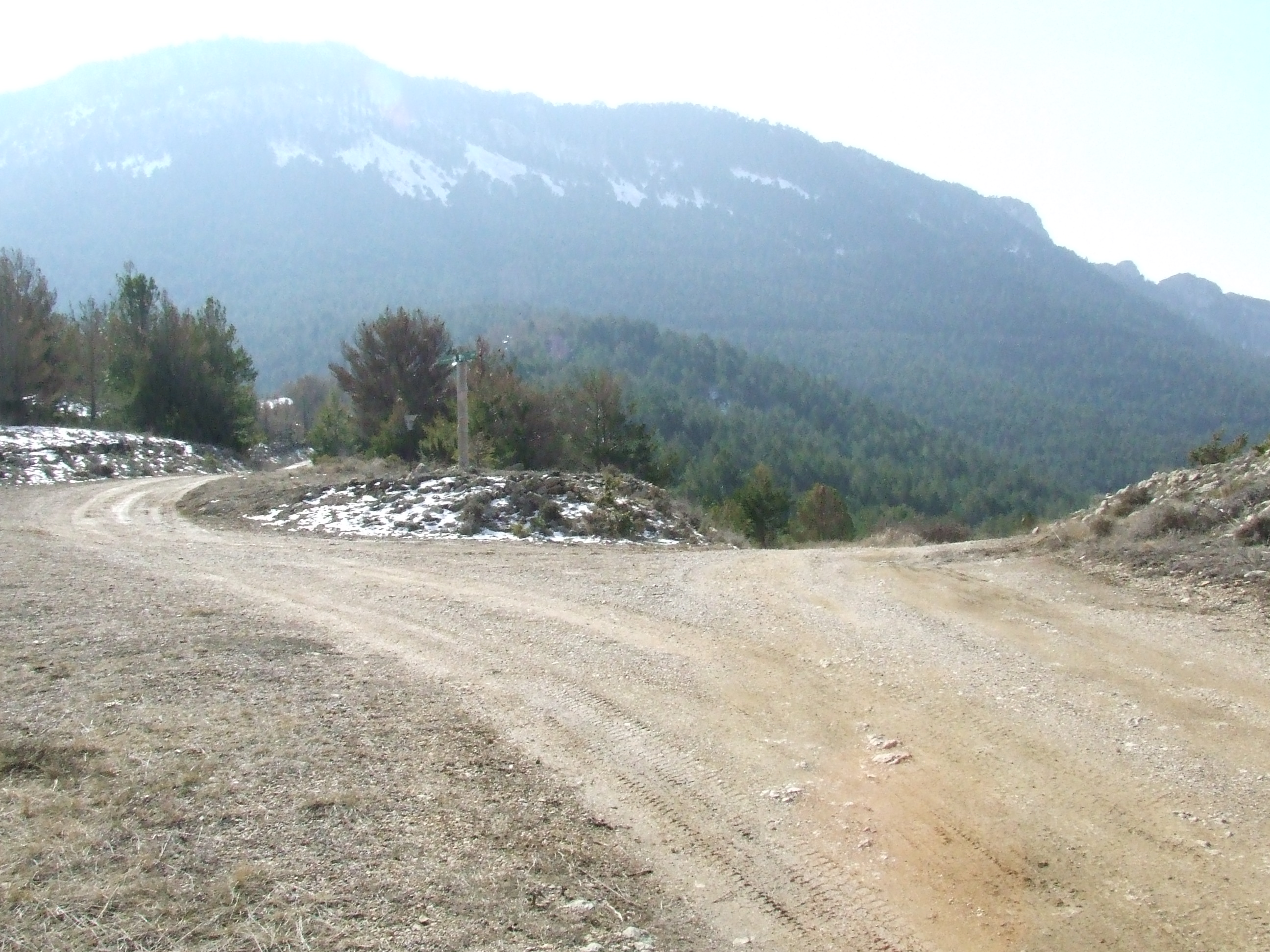
La Carretera del Bosc d'Abella i la Pista de Carrànima a la Collada de la Serra del Pi

La Carretera del Bosc d'Abella és un camí del terme d'Abella de la Conca, al Pallars Jussà. Pren el nom del bosc on mena aquesta carretera, en realitat pista forestal.
Arrenca de la Pista de Carrànima a la Collada de la Serra del Pi, des d'on surt cap al sud-oest, passant per la part superior, a migdia de la Costa del Batista, i travessa tot el Bosc d'Abella fins que troba el Camí del Bosc d'Abella, que procedeix d'Abella de la Conca.

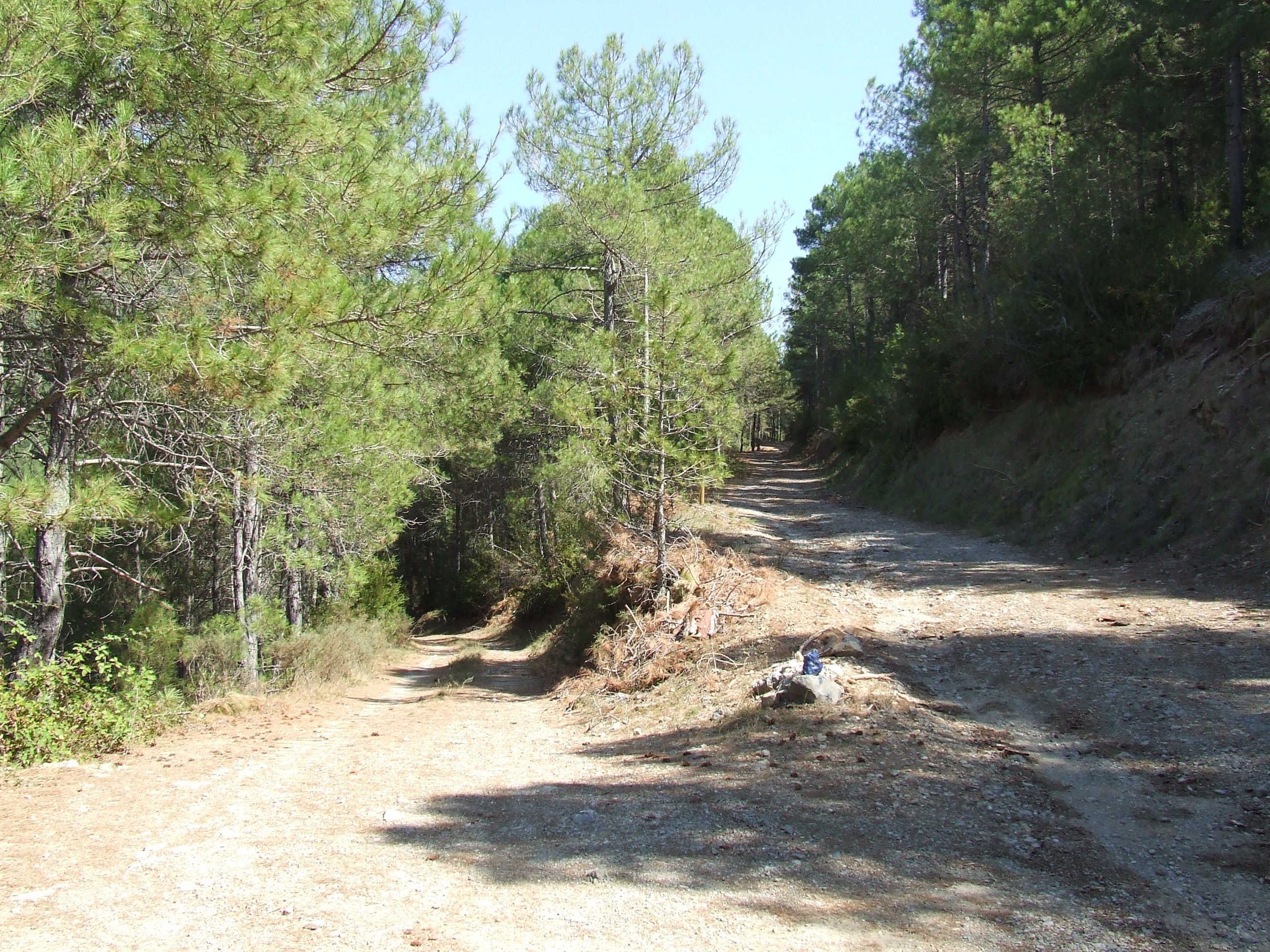
Trencall del Camí de la Masia Gurdem

Discorre en bona part pel Bosc d'Abella, una mica enlairat damunt de la riba esquerra del riu d'Abella, i d'ella surt la Drecera, que en surt i hi retorna al cap d'un tros.

## Etimologia
Es tracta d'un topònim romànic modern, de caràcter descriptiu: pren el nom al lloc on mena, des de Bóixols.